# دوورسکا
دوورسکا (به صربی: Dvorska) یک منطقهٔ مسکونی در صربستان است که در کروپانگ واقع شده‌است. دوورسکا ۱٬۰۶۴ نفر جمعیت دارد.